# Dale Castle
Dale Castle är ett slott i Storbritannien.   Det ligger i kommunen Pembrokeshire och riksdelen Wales, i den södra delen av landet, 300 km väster om huvudstaden London. Dale Castle ligger 25 meter över havet.
Terrängen runt Dale Castle är platt. Havet är nära Dale Castle åt sydväst.  Närmaste större samhälle är Milford Haven, 9,9 km öster om Dale Castle. 